# Terjola
Terjola (in georgiano თერჯოლა) è un comune della Georgia, situato nella regione dell'Imerezia.